# Stephanopis bella
Stephanopis bella es una especie de araña del género Stephanopis, familia Thomisidae.

## Distribución
Se distribuye por Brasil.

## Taxonomía
Fue descrita por Soares & Soares en 1946.
Tratamiento taxonómico
La especie aparece registrada y publicada en Soares & Soares 1946a: 58, f. 7.